# جنت آسیموف
جنت اوپال جپسون آسیموف (انگلیسی: Janet Opal Jeppson Asimov؛ زادهٔ ۶ اوت ۱۹۲۶ – درگذشته ۲۵ فوریهٔ ۲۰۱۹) یک نویسنده، و روانپزشک اهل ایالات متحده آمریکا بود.
جنت در ۳۰ نوامبر ۱۹۷۳ با آیزاک آسیموف ازدواج نمود. وی در روز دوشنبه ۲۵ فوریهٔ ۲۰۱۹ در سن ۹۲ سالگی درگذشت.